# 湯禎兆
湯禎兆（英語：Tong Ching Siu；1969年—），香港作家、文化評論人，擅長日本文化研究。2013年獲香港藝術發展獎年度最佳藝術家獎（藝術評論）。

## 生平
湯禎兆1969年生於香港。早年就讀英華書院，分別在1990年和2002年畢業於香港中文大學中文系（副修哲學）及教育研究院中文系。1991年至1992年底赴日本留學。1990年代於報館任職。大學時期起開始從事寫作活動，文章散見《香港文學》、《素葉文學》、《越界》、《博益月刊》、《君子雜誌》、《瑪利嘉兒》等刊物。興趣由文學至電影，再擴展至文化研究。主要寫作範圍包括日本文化研究、社會文化觀察、電影解讀、文學創作及評論等。

## 獎項
| 頒獎年份 | 頒獎禮 / 比賽                    | 獎項                   | 相關作品                                                   | 結果   |
| -------- | -------------------------------- | ---------------------- | ---------------------------------------------------------- | ------ |
| 1987     | 第十四屆青年文學獎               | 讀書報告組             | 《在天空飛馳的小伴子——張系國 論張系國的科幻小說》          | 冠軍   |
| 1989     | 香港中文大學崇基學院玉鑾室創作獎 |                        |                                                            | 獲獎   |
| 1989     | 第五屆開卷有益比賽               | 大專組                 | 《戴望舒的〈災難的歲月〉——並重新檢討學者對戴望舒作的評價》 | 冠軍   |
| 1990     | 市政局中文文學創作獎             | 散文組                 | 《中文系究竟唸些甚麼？》                                   | 優異獎 |
| 1990     | 第六屆開卷有益比賽               | 大專組                 | 《馬朗和〈文藝新潮〉的現代詩》                             | 季軍   |
| 2014     | 香港藝術發展獎2013               | 藝術家年獎（藝術評論） |                                                            | 獲獎   |

## 著作
- 變色（1991年，香港一本出版社）[1]
- 感官世界─游於日本映畫（1995年，香港陳米記；1996年，台灣萬象）
- 書叢中的冒險（1997年，香港素葉）
- 日劇美味樂園（1998年，香港文林社）
- 俗物圖鑑（又名拜物圖鑑）（1999年，台灣商周）
- 日劇遊園地（1999年，香港文林社）
- 日劇最前線（2000年，台灣商周）
- 亂步東洋——日本文化雜踏記（2001年，香港指南針集團）
- 講演日本映畫（2003年，香港百老匯電影中心）
- 雜踏香港（2004年，香港青文書屋）
- AV現場（2005年，香港茶杯）
- 整形日本（2006年，天窗）
- 命名日本（2007年，天窗）
- 情熱四國（2008年，知出版）
- 全身文化人（2008年，文化工房）
- 香港電影血與骨（2008年，書林）
- 日本中毒（2009年，天窗）
- 日本文化研究《俗物圖鑑》復刻新版（2010年，生活書房）
- 香港電影夜與霧（2010年，生活書房）
- 日本變容（2011年，生活書房）
- 人間開眼：從小說與映像窺視下流日本（2013年，天窗）
- 亂世張瞳：愛恨日本流行文化（2014年，生活書房）
- 素人父母：不打針不吃西藥，我的孩子健康成長（2014年，生活書房）

## 外部連結
- tongsiu - 樂多日誌
- tongsiu - 雜踏流民博客 （页面存档备份，存于）
- 文字慾（舊網站）